# Amietia quecketti
Espèce
Synonymes
- Rana delalandii Duméril & Bibron, 1841
- Rana quecketti Boulenger, 1895 "1894"
- Rana theileri Mocquard, 1906
- Rana dracomontana Channing, 1978
- Afrana dracomontana (Channing, 1978)
- Amietia dracomontana (Channing, 1978)

Amietia quecketti est une espèce d'amphibiens de la famille des Pyxicephalidae.

## Répartition
Cette espèce se rencontre :
- au Lesotho ;
- au Zimbabwe ;
- en Afrique du Sud dans la province du KwaZulu-Natal.

## Étymologie
Cette espèce est nommée en l'honneur de F. J. Queckett.

## Publications originales
- Boulenger, 1895 "1894" : Third report on additions to the batrachian collection in the Natural History Museum. Proceedings of the Zoological Society of London, vol. 1894, p. 640–646 (texte intégral).
- Channing, 1978 : A new Rana from the Lesotho Plateau (Amphibia: Anura). Annals of the Natal Museum, vol. 23, no 2, p. 361-365 (texte intégral).